# Saint-Geours-de-Maremne
Saint-Geours-de-Maremne [sɛ̃ ʒuʁ də maʁɛn] est une commune française située dans le  Sud du département des Landes en région Nouvelle-Aquitaine, non loin de l'océan Atlantique et des Pyrénées.
Le gentilé est Saint-Geourois.

## Géographie

### Localisation
La commune est à 17 km au sud-ouest de Dax, 40 km au nord-est de Bayonne et 150 km au sud de Bordeaux. 
Elle se trouve au point kilométrique 698 de la route nationale 10 allant de Paris à la frontière franco-espagnole à Béhobie, et au point kilométrique 254 de la route nationale 124 allant de Toulouse à Saint-Geours-de-Maremne. Cette commune se situe dans le sud de la forêt des landes en Marensin sur la route nationale 10, route nationale 124, Autoroute française A63 accès sortie 10 et la ligne de Bordeaux-Saint-Jean à Irun.

### Communes limitrophes
Les communes limitrophes sont Josse, Magescq, Orist, Rivière-Saas-et-Gourby, Saint-Vincent-de-Tyrosse, Saubusse, Soustons et Tosse.
| Soustons                 | Magescq                 | Rivière-Saas-et-Gourby |
| Tosse                    | Saint-Geours-de-Maremne | Saubusse               |
| Saint-Vincent-de-Tyrosse | Josse                   | Orist                  |

### Hydrographie
Situé dans le bassin versant de l'Adour, le territoire de la commune est traversé par, outre le fleuve lui-même, des affluents de celui-ci, les ruisseaux de la Saussède et des Hontines, qui prend sa source sur la commune, et les tributaires de ce dernier, les ruisseaux du Moulin Neuf et de Castaings
Le ruisseau de Nouaou, affluent du ruisseau du Moulin de Lamothe coule également sur la commune, tout comme les ruisseaux de Hontanx et du Rey.

### Climat
Pour des articles plus généraux, voir Climat de la Nouvelle-Aquitaine et Climat des Landes.
Historiquement, la commune est exposée à un climat océanique aquitain.  
En 2020, Météo-France publie une typologie des climats de la France métropolitaine dans laquelle la commune est exposée à un climat océanique et est dans la région climatique  Littoral charentais et aquitain, caractérisée par une pluviométrie élevée en automne et en hiver, un bon ensoleillement, des hiver doux (6,5 °C), soumis à la brise de mer.
Pour la période 1971-2000, la température annuelle moyenne est de 13,6 °C, avec une amplitude thermique annuelle de 13,5 °C. Le cumul annuel moyen de précipitations est de 1 325 mm, avec 13,2 jours de précipitations en janvier et 8,1 jours en juillet. Pour la période 1991-2020, la température moyenne annuelle observée sur la station météorologique la plus proche, située sur la commune de Saint-Martin-de-Hinx à 12 km à vol d'oiseau, est de 14,2 °C et le cumul annuel moyen de précipitations est de 1 410,1 mm,. Pour l'avenir, les paramètres climatiques de la commune estimés pour 2050 selon différents scénarios d’émission de gaz à effet de serre sont consultables sur un site dédié publié par Météo-France en novembre 2022.

## Urbanisme

### Typologie
Au 1er janvier 2024, Saint-Geours-de-Maremne est catégorisée bourg rural, selon la nouvelle grille communale de densité à sept niveaux définie par l'Insee en 2022.
Elle appartient à l'unité urbaine de Saint-Geours-de-Maremne, une unité urbaine monocommunale constituant une ville isolée,. Par ailleurs la commune fait partie de l'aire d'attraction de Saint-Geours-de-Maremne, dont elle est la commune-centre,. Cette aire, qui regroupe 1 communes, est catégorisée dans les aires de moins de 50 000 habitants,.

### Occupation des sols

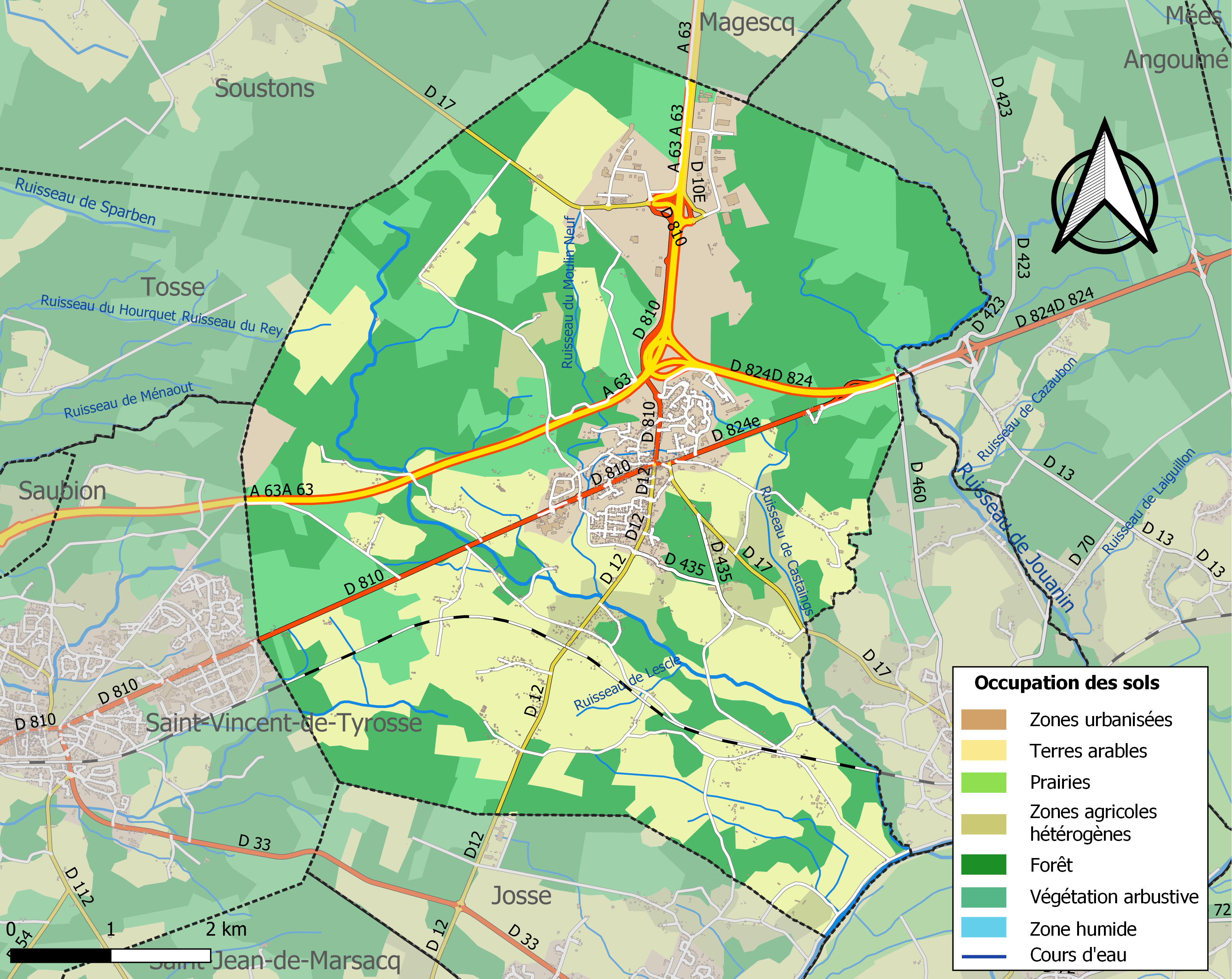
Carte des infrastructures et de l'occupation des sols de la commune en 2018 (CLC).

L'occupation des sols de la commune, telle qu'elle ressort de la base de données européenne d’occupation biophysique des sols Corine Land Cover (CLC), est marquée par l'importance des forêts et milieux semi-naturels (53 % en 2018), en diminution par rapport à 1990 (64,3 %). La répartition détaillée en 2018 est la suivante : forêts (36,3 %), terres arables (30,9 %), milieux à végétation arbustive et/ou herbacée (16,7 %), zones industrielles ou commerciales et réseaux de communication (6 %), zones urbanisées (4,2 %), zones agricoles hétérogènes (4,1 %), mines, décharges et chantiers (1,2 %), espaces verts artificialisés, non agricoles (0,6 %). L'évolution de l’occupation des sols de la commune et de ses infrastructures peut être observée sur les différentes représentations cartographiques du territoire : la carte de Cassini (XVIIIe siècle), la carte d'état-major (1820-1866) et les cartes ou photos aériennes de l'IGN pour la période actuelle (1950 à aujourd'hui).

### Lieudits et hameaux
Quatorze quartiers composent la commune de Saint-Geours-de-Maremne :
- Chinouicq et Pouhit ;
- les Monts et Bessabat ;
- les Landes du Nord ;
- les Peyrères et l'Espagnauou ;
- Pelouse et Saint-Martin ;
- Castaings ;
- Una et Lurgon ;
- Pitron et l'Oustauvieil ;
- Vieillehouse ;
- les Bétuys ;
- l'Artigasse ;
- le Bourg ;
- Bayésse ;
- les Bats (Lesbats sur les cartes IGN) et l'Houmiou.

### Risques majeurs
Le territoire de la commune de Saint-Geours-de-Maremne est vulnérable à différents aléas naturels : météorologiques (tempête, orage, neige, grand froid, canicule ou sécheresse), inondations, feux de forêts, mouvements de terrains et séisme (sismicité faible). Il est également exposé à un risque technologique,  le transport de matières dangereuses, et à un risque particulier : le risque de radon. Un site publié par le BRGM permet d'évaluer simplement et rapidement les risques d'un bien localisé soit par son adresse soit par le numéro de sa parcelle.

#### Risques naturels
Certaines parties du territoire communal sont susceptibles d’être affectées par le risque d’inondation par débordement de cours d'eau, notamment l'Adour, le ruisseau de Jouanin et le ruisseau de Bezincam. La commune a été reconnue en état de catastrophe naturelle au titre des dommages causés par les inondations et coulées de boue survenues en 1999, 2009, 2014 et 2021 et au titre des inondations par remontée de nappe en 2014,.
Saint-Geours-de-Maremne est exposée au risque de feu de forêt. Depuis le 20 avril 2016, les départements de la Gironde, des Landes et de Lot-et-Garonne disposent d’un règlement interdépartemental de protection de la forêt contre les incendies. Ce règlement vise à mieux prévenir les incendies de forêt, à faciliter les interventions des services et à limiter les conséquences, que ce soit par le débroussaillement, la limitation de l’apport du feu ou la réglementation des activités en forêt. Il définit en particulier cinq niveaux de vigilance croissants auxquels sont associés différentes mesures,.
Les mouvements de terrains susceptibles de se produire sur la commune sont des tassements différentiels.

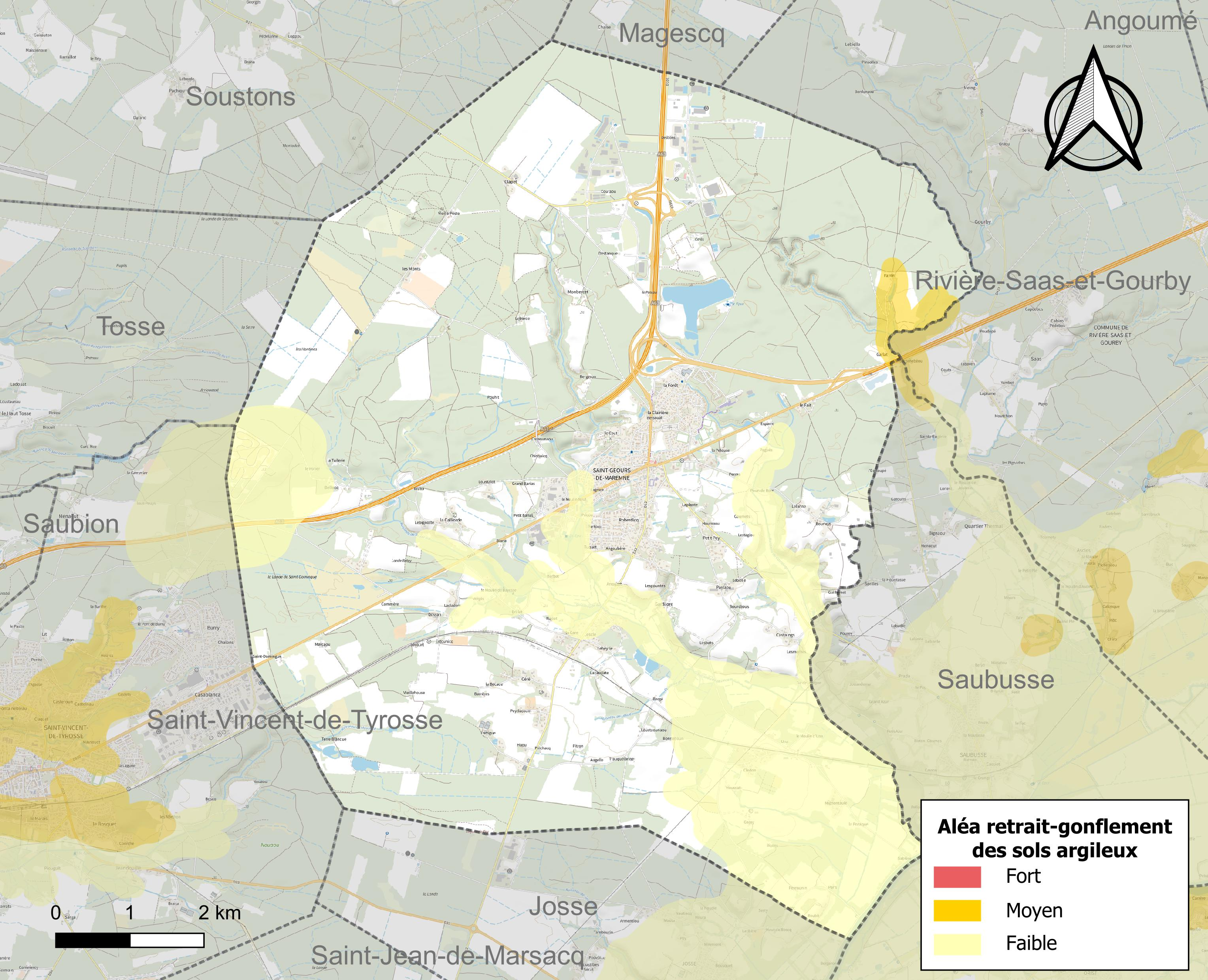
Carte des zones d'aléa retrait-gonflement des sols argileux de Saint-Geours-de-Maremne.

Le retrait-gonflement des sols argileux est susceptible d'engendrer des dommages importants aux bâtiments en cas d’alternance de périodes de sécheresse et de pluie. 0,9 % de la superficie communale est en aléa moyen ou fort (19,2 % au niveau départemental et 48,5 % au niveau national). Sur les 1 110 bâtiments dénombrés sur la commune en 2019,  3 sont en aléa moyen ou fort, soit 0 %, à comparer aux 17 % au niveau départemental et 54 % au niveau national. Une cartographie de l'exposition du territoire national au retrait gonflement des sols argileux est disponible sur le site du BRGM,.
Concernant les mouvements de terrains, la commune a été reconnue en état de catastrophe naturelle au titre des dommages causés par des mouvements de terrain en 1999.

#### Risques technologiques
Le risque de transport de matières dangereuses sur la commune est lié à sa traversée par une ou des infrastructures routières ou ferroviaires importantes ou la présence d'une canalisation de transport d'hydrocarbures. Un accident se produisant sur de telles infrastructures est susceptible d’avoir des effets graves sur les biens, les personnes ou l'environnement, selon la nature du matériau transporté. Des dispositions d’urbanisme peuvent être préconisées en conséquence.

#### Risque particulier
Dans plusieurs parties du territoire national, le radon, accumulé dans certains logements ou autres locaux, peut constituer une source significative d’exposition de la population aux rayonnements ionisants. Selon la classification de 2018, la commune de Saint-Geours-de-Maremne est classée en zone 2, à savoir zone à potentiel radon faible mais sur lesquelles des facteurs géologiques particuliers peuvent faciliter le transfert du radon vers les bâtiments.

## Toponymie
Son nom occitan gascon est Sent Jorns de Maremne.

## Histoire

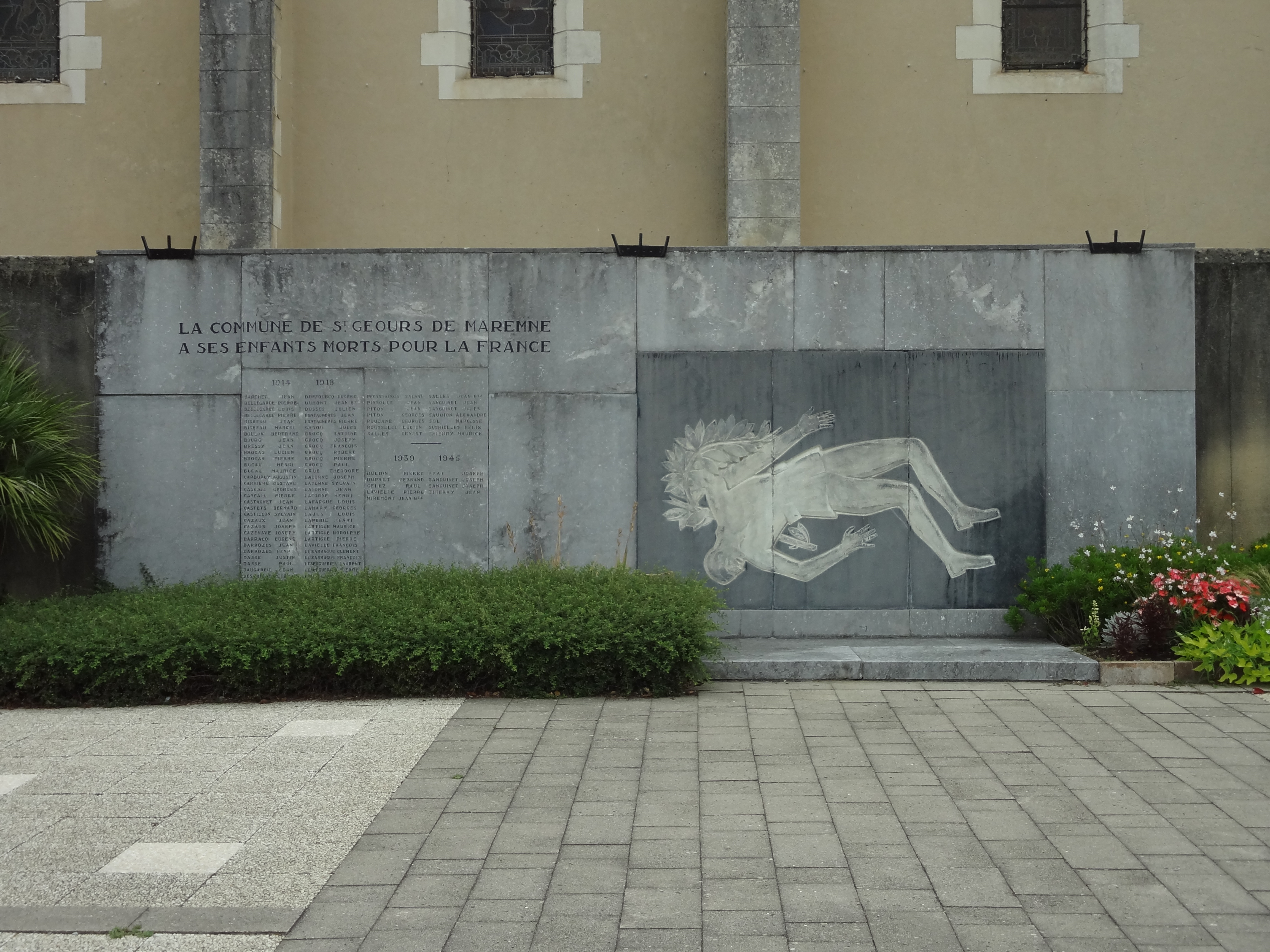
Le monument aux morts.

## Politique et administration

### Liste des maires

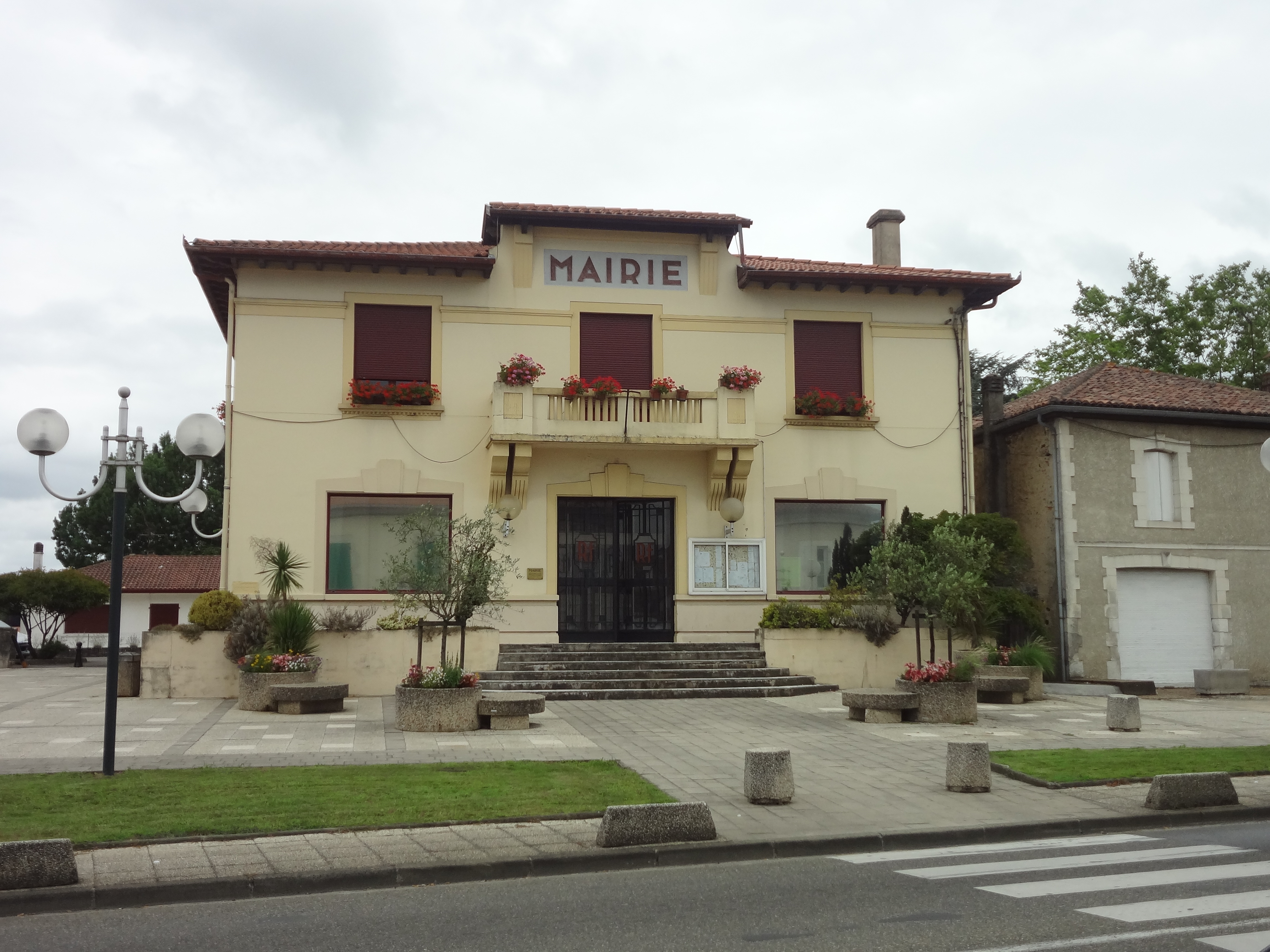
Mairie de Saint-Geours-de-Maremne.

| Période                                  | Période      | Identité               | Étiquette | Qualité             |
| ---------------------------------------- | ------------ | ---------------------- | --------- | ------------------- |
| Les données manquantes sont à compléter. |              |                        |           |                     |
| 1830                                     | ?            | Pierre Victor Lartigue |           |                     |
| 1945                                     | 1959         | Jean-Paul Grocq        |           |                     |
| 1959                                     | 1987         | René Lapeyre           |           |                     |
| 1987                                     | octobre 2009 | Jean-Claude Darzacq    | PS        | Enseignant retraité |
| novembre 2009                            | 2020         | Michel Penne           |           | Cadre bancaire      |
| 2020                                     | En cours     | Mathieu Diriberry      |           |                     |

## Démographie
En 2022, la commune de Saint-Geours-de-Maremne comptait 2946 habitants. À partir du XXIe siècle, les recensements réels des communes de moins de 10 000 habitants ont lieu tous les cinq ans. Les autres « recensements » sont des estimations.
| 1793 | 1800 | 1806 | 1821  | 1831  | 1836  | 1841  | 1846  | 1851  |
| ---- | ---- | ---- | ----- | ----- | ----- | ----- | ----- | ----- |
| 913  | 916  | 899  | 1 200 | 1 379 | 1 423 | 1 420 | 1 554 | 1 571 |

| 1856  | 1861  | 1866  | 1872  | 1876  | 1881  | 1886  | 1891  | 1896  |
| ----- | ----- | ----- | ----- | ----- | ----- | ----- | ----- | ----- |
| 1 705 | 1 657 | 1 665 | 1 609 | 1 715 | 1 718 | 1 771 | 1 651 | 1 581 |

| 1901  | 1906  | 1911  | 1921  | 1926  | 1931  | 1936  | 1946  | 1954  |
| ----- | ----- | ----- | ----- | ----- | ----- | ----- | ----- | ----- |
| 1 524 | 1 467 | 1 392 | 1 299 | 1 274 | 1 255 | 1 212 | 1 181 | 1 153 |

| 1962  | 1968  | 1975  | 1982  | 1990  | 1999  | 2004  | 2006  | 2009  |
| ----- | ----- | ----- | ----- | ----- | ----- | ----- | ----- | ----- |
| 1 194 | 1 237 | 1 254 | 1 234 | 1 434 | 1 666 | 1 866 | 1 918 | 2 122 |

| 2014  | 2019  | 2022  | - | - | - | - | - | - |
| ----- | ----- | ----- | - | - | - | - | - | - |
| 2 546 | 2 752 | 2 946 | - | - | - | - | - | - |

## Économie
- Labeyrie Fine Foods.

## Lieux et monuments
- Église Saint-Georges de Saint-Geours-de-Maremne.

## Personnalités liées à la commune
- Alfred Lartigue (1865-1944), ingénieur et théoricien scientifique.
- Jean Glavany (né en 1949), il y possède une ferme landaise transformée en résidence secondaire[34].
- Guy Lapébie (1916-2010) : cycliste.